# إبراهيما سيديبي
إبراهيما سيديبي (بالفرنسية: Ibrahim Sidibe) هو لاعب كرة قدم سنغالي في مركز الهجوم، ولد في 10 أغسطس 1980 في Nguidile ‏ في السنغال. شارك مع منتخب السنغال لكرة القدم. أما مع النوادي، فقد لعب مع أوسكو باشينغ والنادي الرياضي الصفاقسي وبيرسخوت إيه سي وتيرول إنسبروك ونادي تيرول ونادي دبرتسني ونادي رييد ونادي سينت ترويدن ونادي فيسترلو ونادي واكر إنسبروك.

## وصلات خارجية
- إبراهيما سيديبي على موقع الاتحاد الأوربي (الإنجليزية)
- إبراهيما سيديبي على موقع قاعدة بيانات كرة القدم.إي يو (الإنجليزية)
- إبراهيما سيديبي على موقع ناشيونال فوتبول تيمز (الإنجليزية)
- إبراهيما سيديبي على موقع Soccerway.com (الإنجليزية)